# 1312

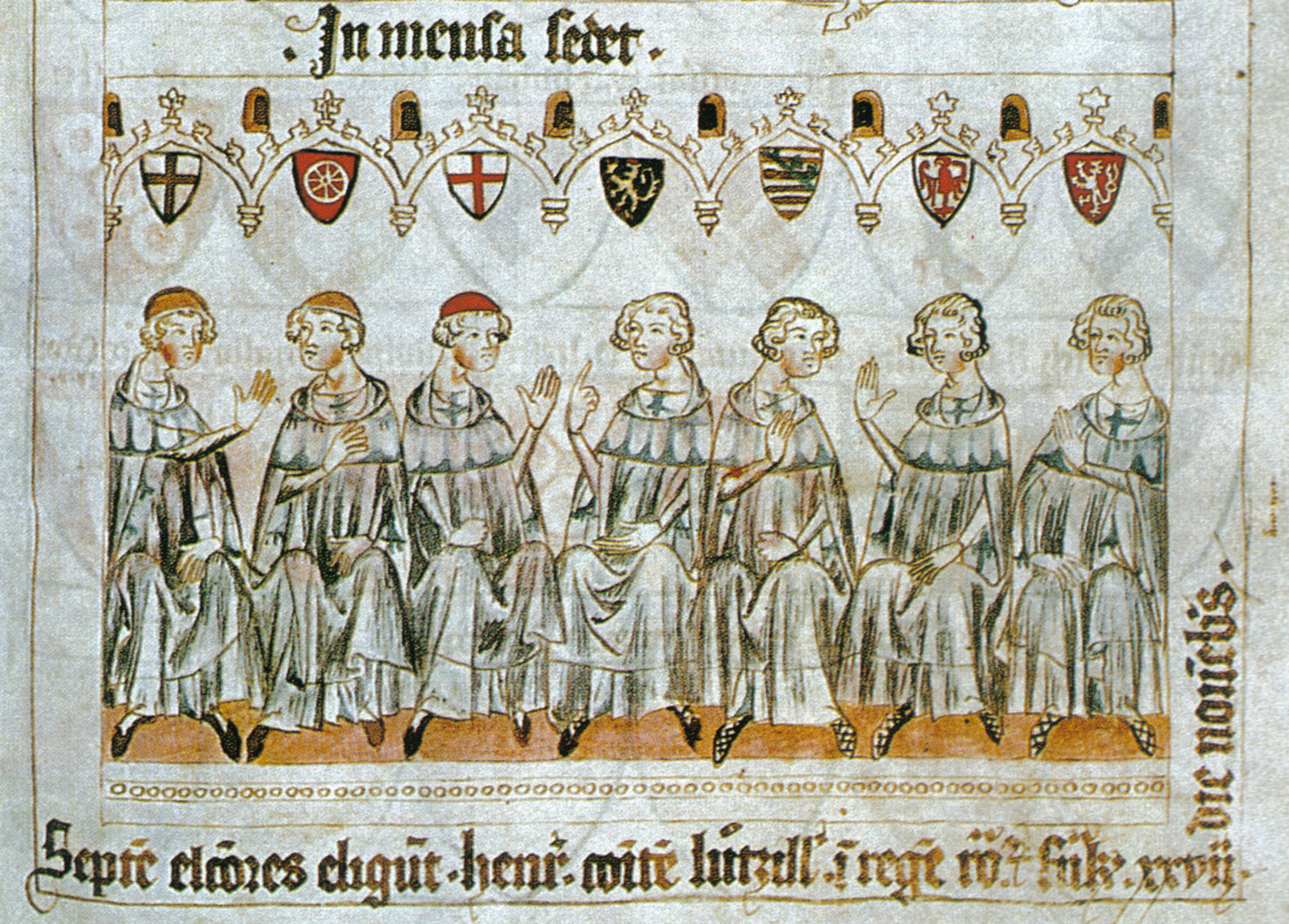
Keizerskroning van Hendrik VII

Het jaar 1312 is het 12e jaar in de 14e eeuw volgens de christelijke jaartelling.

## Gebeurtenissen
april
- 4 - Paus Clemens V weigert ondanks Franse druk de orde van de Tempeliers te veroordelen, maar ontbindt haar wel "uit vaderlijke zorg".

mei
- 12 - De opheffing van de Orde der Tempeliers wordt in een aantal bullen verder geregeld - de bezittingen van de Orde gaan over op de Hospitaalridders.
- mei - Einde van het Concilie van Vienne.

juni
- 29 - Hendrik VII wordt tot keizer gekroond.

juli
- 11 - Verdrag van Pontoise: Vlaanderen staat Rijsels-Vlaanderen (de kasselrijen van Rijsel, Oorschie en Dowaai) af aan Frankrijk in ruil voor halvering van de boete opgelegd in het Verdrag van Athis-sur-Orge.

augustus
- 3/4 - Sint-Maartensramp in Luik. Opstandige ambachtslieden steken de Sint-Maartenskerk in brand waar 200 edelen naartoe zijn gevlucht.
- 15 - Maasbommel krijgt stadsrechten.

september
- 27 - Charter van Kortenberg: De vrijheden van de Brabantse steden ten opzichte van de hertog worden bevestigd en uitgebreid, en er wordt een raad ingesteld om na te zien op de naleving van dit charter.

zonder datum
- Lancelotto Malocello herontdekt de Canarische Eilanden en vestigt zich op Lanzarote.
- Goedereede krijgt stadsrechten.
- Het Canale Brentella wordt aangelegd.
- De Sint-Romboutskathedraal in Mechelen wordt ingewijd.
- Stichting van het Sint-Jorisgilde, het oudste gilde van de stad Mechelen.
- Lyon gaat over van het Heilige Roomse Rijk naar het koninkrijk Frankrijk door het verdrag van Vienne (1312).
- oudst bekende vermelding: Cromvoirt, Eckart, Liessel, Oplanden

## Opvolging
- patriarch van Antiochië (Syrisch) - Michaël II opgevolgd door Michaël III Yesu
- Brabant - Jan II opgevolgd door zijn zoon Jan III
- Bretagne - Arthur II opgevolgd door Jan III
- Castilië - Ferdinand IV opgevolgd door zijn zoon Alfons XI
- Lotharingen - Theobald II opgevolgd door zijn zoon Ferry IV
- Mali - Aboubakri II opgevolgd door Mansa Moussa
- Sleeswijk - Waldemar IV opgevolgd door Erik II
- Venetië - Marino Zorzi opgevolgd door Giovanni Soranzo

## Afbeeldingen

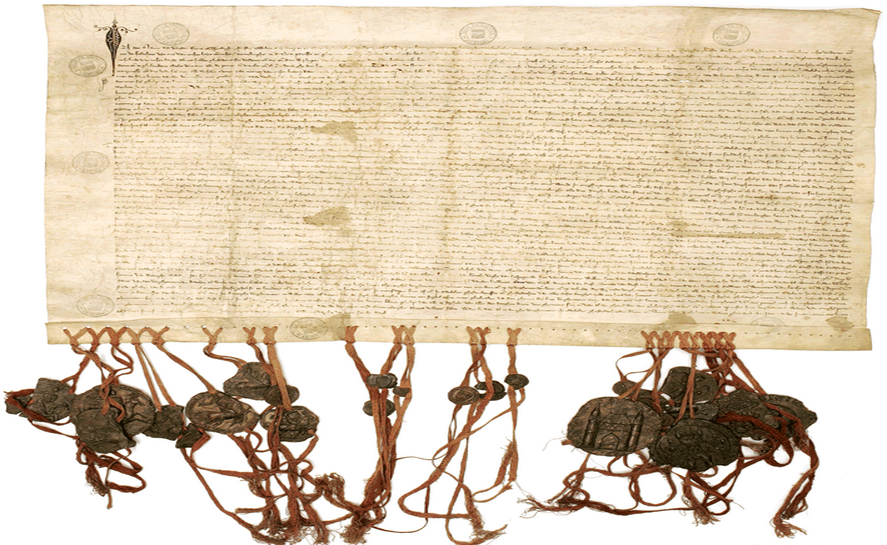
Charter van Kortenberg
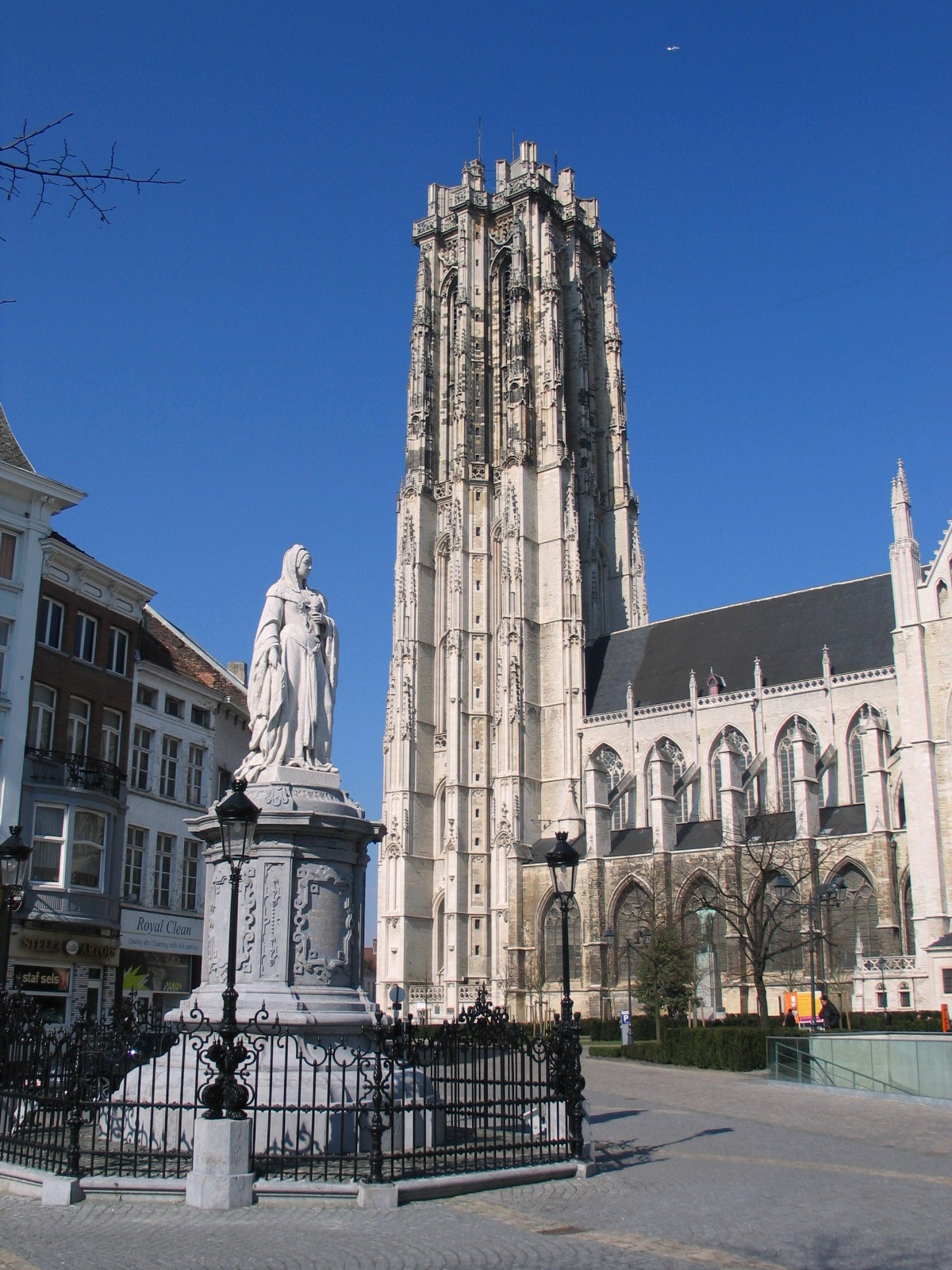
Sint-Romboutskathedraal Mechelen
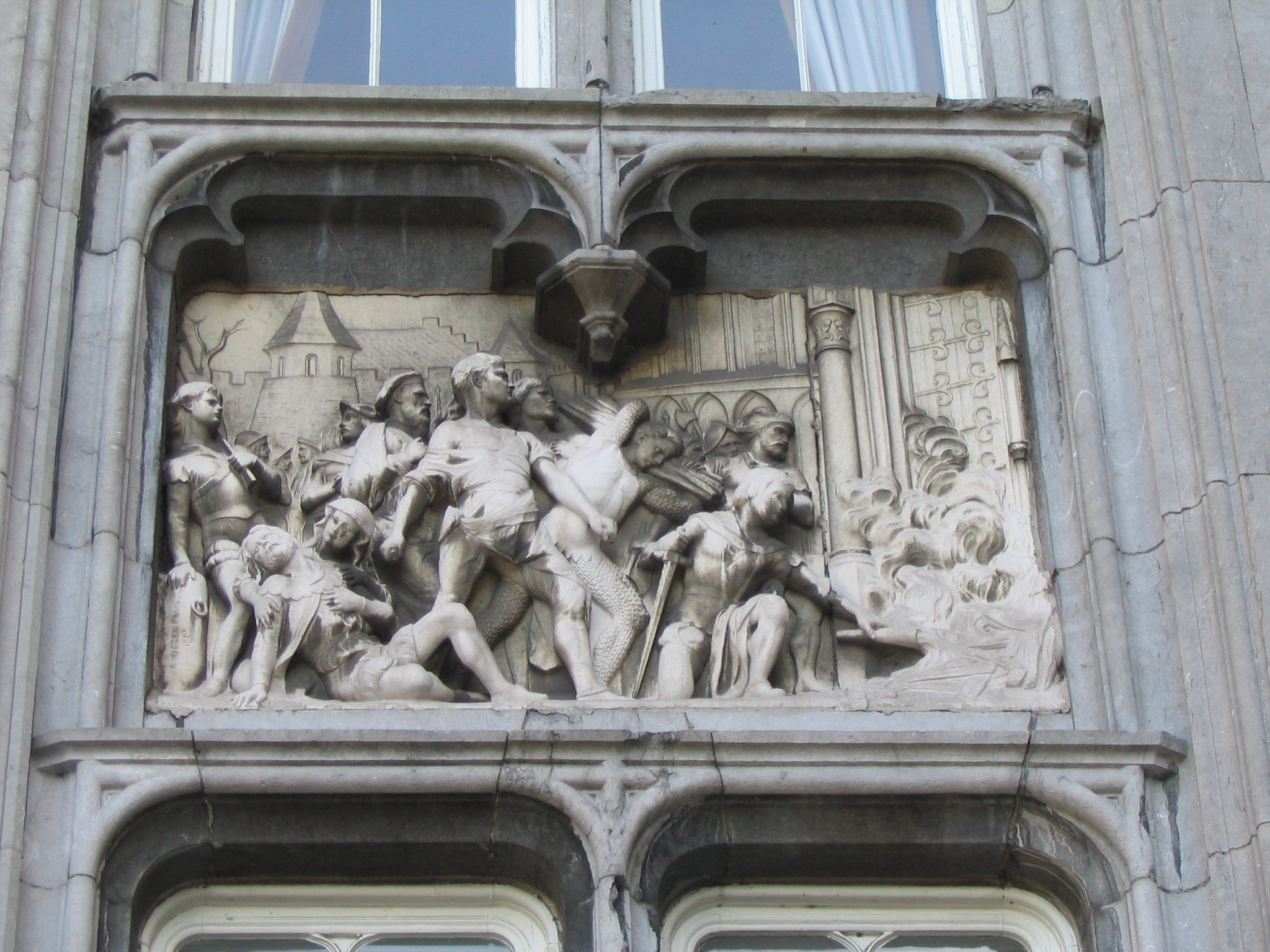
Sint-Maartensramp
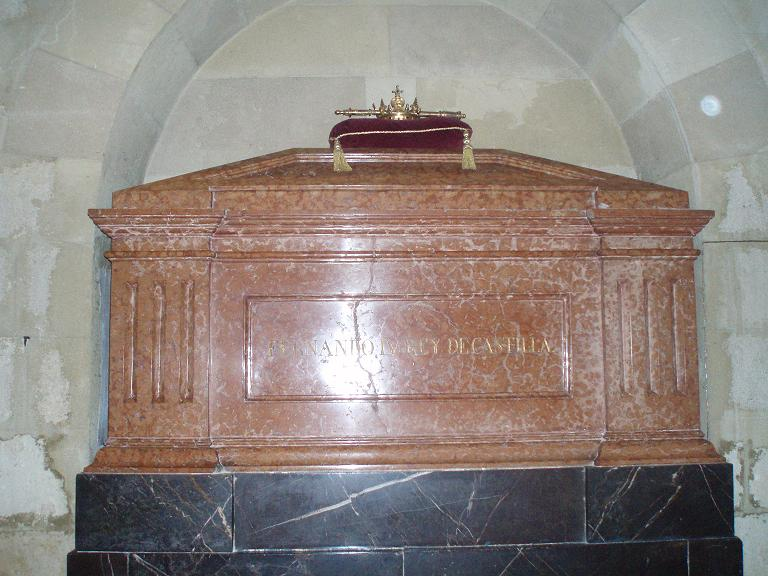
graftombe van Ferdinand IV

## Geboren
- 28 januari - Johanna II, koningin van Navarra (1328-1349)
- 28 augustus - Hendrik XV van Beieren, Duits edelman
- 13 november - Eduard III, koning van Engeland (1327-1377)
- Sönam Gyaltsen, Tibetaans geestelijk leider
- Jan van Wijnvliet, Brabants edelman (jaartal bij benadering)

## Overleden
- 13 mei - Theobald II (~48), hertog van Lotharingen
- 19 juni - Piers Gaveston, Frans-Engels edelman
- 2 juli - Willem III van Egmont (~34), Hollands edelman
- 16 augustus - Hessel Martena, Fries edelman
- 27 augustus - Arthur II (51), hertog van Bretagne
- 17 september - Ferdinand IV (26), koning van Castilië (1295-1312)
- 27 oktober - Jan II (37), hertog van Brabant (1294-1312)
- 28 oktober - Elisabeth van Karinthië (~50), echtgenote van Albrecht I
- 9 november - Otto III van Beieren (51), koning van Hongarije (1305-1308)
- Gerard II van Holstein-Plön (~59), Duits edelman
- Gerard van Katzenelnbogen, Duits edelman
- Malatesta da Verruchio (~100), Italiaans huursoldaat
- Theobald van Bar, prinsbisschop van Luik (1302-1312)
- Waldemar IV (~53), hertog van Sleeswijk
- Ziemovit van Dobrzyń, Pools edelman
- Cecco Angiolieri, Italiaans dichter (jaartal bij benadering)